# Илунга, Сильвестр
Сильвестр Илунга (фр. Sylvestre Ilunga; род. 28 марта 1947, Катанга) — государственный и политический деятель Демократической Республики Конго. В мае 2019 года занял должность премьер-министра Демократической Республики Конго, формально установивший своё правительство в августе 2019 года. Имеет долгую политическую карьеру, уходящую корнями в 1970-е годы, когда он занимал ряд должностей в кабинете министров, а ранее был профессором в Университете Киншасы с 1979 года. Также был генеральным секретарем Национальной железнодорожной компании Конго. Имеет репутацию опытного государственного служащего и технократа, а также союзника бывшего президента Жозефа Кабилы.

## Биография
Родился в 1947 году в провинции Катанга (ныне провинция Верхняя Катанга после раздела 2015 года). Происходит из этнической группы луба в Катанге. Был профессором экономики в Университете Киншасы с 1979 года. Вошел в политику в 1970 году и занимал различные правительственные должности в течение 1980-х и 1990-х годов, в частности, министра планирования (1990) и министра финансов (1990—1991) при правлении Мобуту Сесе Секо. После смены режима Сильвестр Илунга покинул страну и в 1993 году основал горнодобывающую компанию в ЮАР. Спустя десятилетие вернулся в ДР Конго. С 1990-х годов находился в отставке, за исключением того, что в 2014 году был назначен главой Национальной железнодорожной компании Демократической Республики Конго. Был экономическим советником президента Жозефа Кабилы в начале срока его полномочий и руководил проведением реформ, санкционированных Всемирным банком и МВФ, включая приватизацию некоторых государственных активов.
20 мая 2019 года в возрасте 72 лет был назначен премьер-министром Демократической Республики Конго в рамках сделки, заключённой президентом Феликсом Чисекеди и правящей коалицией Единого фронта Конго в парламенте страны, которые находятся в союзе с бывшим президентом Жозефом Кабилой. После проведения всеобщих выборов в декабре 2018 года бывший лидер оппозиции вел переговоры с партиями, поддерживающими Жозефа Кабилу, о назначении премьер-министра, который получил большинство на выборах. Были предложены и другие потенциальные кандидаты, в том числе руководитель горнодобывающей промышленности Альберт Юма Мулимби, министр финансов Анри Яв и бывший советник по национальной безопасности Жан Мбую, но были отклонены президентом по разным причинам. Норберт Нкулу, член Конституционного суда ДР Конго, и Жан Ньембо Шабани, бывший глава Центрального банка Заира, предложили кандидатуру Сильвестра Илунги.
Президент Феликс Чисекеди и парламент договорились сформировать новое правительство 27 июля 2019 года, более чем через шесть месяцев после выборов 2018 года, начав формальное выдвижение Сильвестра Илунги на должность премьер-министра. В новый кабинет правительства вошли 65 членов, в том числе 48 министров и 17 заместителей министров, из которых 42 должности отошли Объединённому фронту Конго (коалиция сторонников Жозефа Кабилы), а 23 должности — парламентской коалиции сторонников президента Феликса Чисекеди «На пути к переменам». Переговоры между Жозефом Кабилой и Феликсом Чисекеди зашли в тупик по вопросу о том, кто будет контролировать шесть «суверенных министерств», перечисленных в конституции ДР Конго: финансов, обороны, бюджета, юстиции, внутренних дел и иностранных дел. Новый кабинет был официально учрежден в конце августа 2019 года.
В должности премьер-министра страны Сильвестр Илунга также наблюдал за переговорами с МВФ по другой программе помощи ДР Конго. 28 января 2021 года Национальная ассамблея Демократической Республики Конго вынесло вотум недоверия кабинету Сильвестра Илунги, фактически добившись его отставки. Голосование было бойкотировано коалицией сторонников Жозефа Кабилы и последовало за отстранением спикера Ассамблеи в декабре 2020 года.